# Véronique Gens
Véronique Gens (Orléans, 19 aprile 1966) è un soprano francese.

## Biografia
Ha studiato al Conservatoire de Paris.

Ha debuttato con l'ensemble Les Arts Florissants nel 1986. Sotto la direzione di William Christie è divenuta rapidamente un'interprete esperta ed affascinante in particolare di Henry Purcell, Jean-Baptiste Lully e Jean-Philippe Rameau. Al Festival di Aix-en-Provence ha interpretato The Fairy-Queen (1989) e Castor et Pollux (1991), che sono anche stati registrati. Alla riapertura dell'Opera di Lione, nel 1993, ha cantato nel Phaëton di Lully e si è ripetuta l'anno successivo con il ruolo della Contessa di Almaviva ne Le nozze di Figaro.

Durante la stessa stagione, ha preso parte ad una produzione del King Arthur di Purcell rappresentata al Théâtre du Châtelet e al Covent Garden.

Oltre che con Christie, ha collaborato con i direttori Marc Minkowski, Jean-Claude Malgoire, Philippe Herreweghe, René Jacobs e Christophe Rousset nel repertorio barocco; inoltre, nel  1998 è stata un'ammirata Fiordiligi nella versione discografica di Così fan tutte di Jacobs.

Con Herreweghe, dal vivo e in incisione discografica, è stata Maria nell'Enfance du Christ di Berlioz.

Gens è un'interprete espressiva e coinvolgente della melodia francese da camera, come si può apprezzare in due registrazioni, una di Gabriel Fauré, Claude Debussy e Francis Poulenc, l'altra dedicata completamente a Berlioz.

Gens usa la sua voce, dotata di flessibilità e morbidezza, con un  senso innato dello stile, con eloquenza e con un forte intento drammatico.

## Discografia
- Berlioz: Les Nuits d'ete etc - Louis Langrée/Orchestre de l'Opéra national de Lyon/Véronique Gens, 2000 Erato Warner Virgin
- Canteloube: Chants d'Auvergne - Jean-Claude Casadesus/Orchestre National de Lille/Véronique Gens, 2004 Naxos
- Charpentier: Te Deum, H. 146, Litanies de la Vierge & Missa "Assumpta est Maria" - Les Arts Florissants/William Christie, 1989 harmonia mundi
- Handel: Cantatas - Véronique Gens, 1999 Erato/Warner
- Handel: Three Italian Cantatas - Véronique Gens/Les Basses Réunies, 1996 EMI Virgin
- Handel: Arcadian Duets - Emmanuelle Haïm/Natalie Dessay, 2002 Erato/Warner
- Jomelli: Lamentazioni per il mercoledì santo - Gérard Lesne/Il Seminario Musicale/Véronique Gens, 1996 EMI Virgin Erato
- Lully: Armide - La Chapelle Royale/Philippe Herreweghe, 1993 harmonia mundi
- Lully: Acis et Galatée - Les Musiciens du Louvre/Marc Minkowski, 1998 Deutsche Grammophon
- Mozart: Mass in C Minor - David Comtet/Le Choeur d'Astrée/Le Concert d'Astrée/Louis Langrée/Natalie Dessay/Topi Lehtipuu/Véronique Gens/Yves Castagnet, 2006 EMI Virgin Erato
- Mozart: Don Giovanni - Carmela Remigio/Daniel Harding/Lisa Larsson/Mahler Chamber Orchestra/Mark Padmore/Véronique Gens, 2000 EMI Virgin Erato
- Mozart: Le nozze di Figaro - René Jacobs/Patrizia Ciofi/Véronique Gens/Simon Keenlyside/Angelika Kirchschlager/Lorenzo Regazzo, 2004 harmonia mundi - Grammy Award for Best Opera Recording 2005
- Mozart: Così fan tutte - Concerto Köln/René Jacobs/Bernarda Fink, 1999 harmonia mundi
- Mozart: Airs d'opéras et de concert - Ivor Bolton/Orchestra of the Age of Enlightenment/Véronique Gens, 1998 Erato/Warner
- Offenbach: Orphée aux enfers - Laurent Naouri/Natalie Dessay/Choeur & Orchestre de l'Opéra National de Lyon/Orchestre De Chambre De Grenoble/Véronique Gens, 1998 EMI
- Pergolesi: Stabat Mater, Salve Regina - Il Seminario Musicale, 2009 EMI Virgin
- Rameau, Dardanus - Minkowski/Ainsley/Gens, 1998 Archiv Produktion
- Rameau, Hippolyte et Aricie - Minkowski/Gens/Fouchécourt, 1994 Archiv Produktion
- Rameau: Anacréon - Les Musiciens du Louvre/Marc Minkowski, 1996 Deutsche Grammophon
- Scarlatti: La Santissima Trinità - Europa Galante/Paul Agnew/Roberta Invernizzi/Véronique Gens/Vivica Genaux/Fabio Biondi, 2004 EMI
- Scarlatti: Motets - Véronique Gens/Gérard Lesne/Il Seminario Musicale, 1994 EMI
- Steffani: Niobe, regina di Tebe - Jacek Laszczkowski/Véronique Gens/Balthasar-Neumann-Ensemble/Thomas Hengelbrock, 2015 Opus Arte
- Gens: Nuit d'étoiles - Mélodies françaises - Roger Vignoles/Véronique Gens, 2000 EMI Virgin Erato
- Gens: Néère - Véronique Gens/Susan Manoff, 2015 Alpha
- Gens: Orchestre National des Pays de la Loire, Véronique Gens & John Axelrod, 2012 Ondine
- Gens: Tragédiennes - Véronique Gens, 2006 EMI Virgin Erato

## DVD
- Gluck: Iphigenie en Aulide (DNO, 2011) - Marc Minkowski, Opus Arte
- Mozart: Don Giovanni (Royal Opera House, 2014) - Nicola Luisotti, Opus Arte
- Rameau: Castor et Pollux (DNO, 2008) - Christophe Rousset/Les Musiciens du Louvre, Opus Arte